# Enneapterygius unimaculatus
Enneapterygius unimaculatus es una especie de pez de la familia Tripterygiidae en el orden de los Perciformes.

## Morfología
• Los machos pueden llegar alcanzar los 3,1 cm de longitud total.

## Hábitat
Es un pez de mar y de clima subtropical que vive hasta los 4 m de profundidad.

## Distribución geográfica
Se encuentra en Taiwán, las Filipinas, Malasia, Indonesia Papúa Nueva Guinea y República de Palau.